# Metra
A Metra foi uma concessionária de transporte público criada em 1997 para administrar os Corredores São Mateus–Jabaquara e Diadema–Morumbi da EMTU durante vinte anos, totalizando 45 quilômetros. Apesar de ter realizado investimentos diversos em renovação de frota e na manutenção dos corredores, a Metra não conseguiu atingir o principal padrão de qualidade estipulado em contrato (uma aprovação igual ou superior a 91% na operação dos corredores na Pesquisa de Imagem dos Transportes na Região Metropolitana de São Paulo da Associação Nacional dos Transportes Públicos). Ainda assim, seu contrato foi prorrogado por diversas vezes pelo governo do estado de São Paulo.
O governo do estado propõe atualmente uma nova prorrogação contratual englobando a construção de um novo corredor por parte dos donos da Metra (que substituiria o projeto da Linha 18 do Metrô de São Paulo), embora contestada judicialmente pela falta de concorrência e ampliação do contrato muito além dos limites atuais e do reconhecimento (pelo estado) sem contestação de uma suposta dívida do estado para com a concessionária no valor de 738,6 milhões de reais.
Em 27 de julho de 2021 o Tribunal de Justiça liberou a renovação do contrato, a pedido do Ministério Público, embora o Instituto Brasileiro de Defesa do Consumidor (IDEC) tenha apresentado recurso contra a decisão alegando que a falta de concorrência provocada pela mera renovação de um contrato de 1997 é lesiva ao estado. Até o momento o recurso não foi apreciado.
Após a liberação da renovação do contrato por mais vinte e cinco anos, a concessionária encerrou as atividades da Metra, substituindo-a por uma nova empresa chamada Next Mobilidade.

## História
Em seu início, no ano de 1988, o Corredor ABD era operado pela EMTU – Empresa Metropolitana de Transportes Urbanos, com frota diesel e trólebus. Em 1992, foi terceirizada a frota diesel. No ano seguinte 1993, também foi terceirizada a frota trólebus.
A partir daí, dois consórcios de empresas operavam os veículos por contrato e assim o fizeram até o ano de 1997, eram:
- Metrobus – Consórcio Metropolitano de Transportes por Ônibus: composto por ENOB Engenharia, W. Washington Empreendimentos e Projetos, Construbase – Construtora de Obras Básicas e Engenharia e Amafi Comercial e Construtora.
- Consórcio Inter-Três de Transporte Coletivo: composto pela Auto Viação ABC LTDA,[15] Expresso Santa Rita LTDA e Viação Diadema LTDA.

Sob concessão de operação no Corredor ABD, a Metra iniciou suas atividades em 24 de maio de 1997.
Com uma frota operacional de 253 veículos, a Metra está sempre a frente quando o assunto é tecnologia. Composta por tecnologia elétrica, elétrica-híbrida e veículos movidos a biodiesel, visando máxima redução de gás carbônico – CO² na atmosfera. Os veículos contam com tomadas internas, poltronas anatômicas, piso baixo para acessibilidade, ar condicionado e wi-fi proporcionando maior conforto aos 250 mil passageiros que utilizam o sistema diariamente.
A empresa é certificada nas Normas NBR ISO 9001:2015 (Gestão da Qualidade) e NBR ISO 14001:2015 (Gestão do Meio Ambiente).
O IQC (Índice Geral de Aprovação do Cliente), de acordo com a pesquisa realizada no ano de 2019 pelo órgão gestor EMTU, é de 84,3% de Ótimo/Bom. Todo esse trabalho reflete diretamente no cliente.

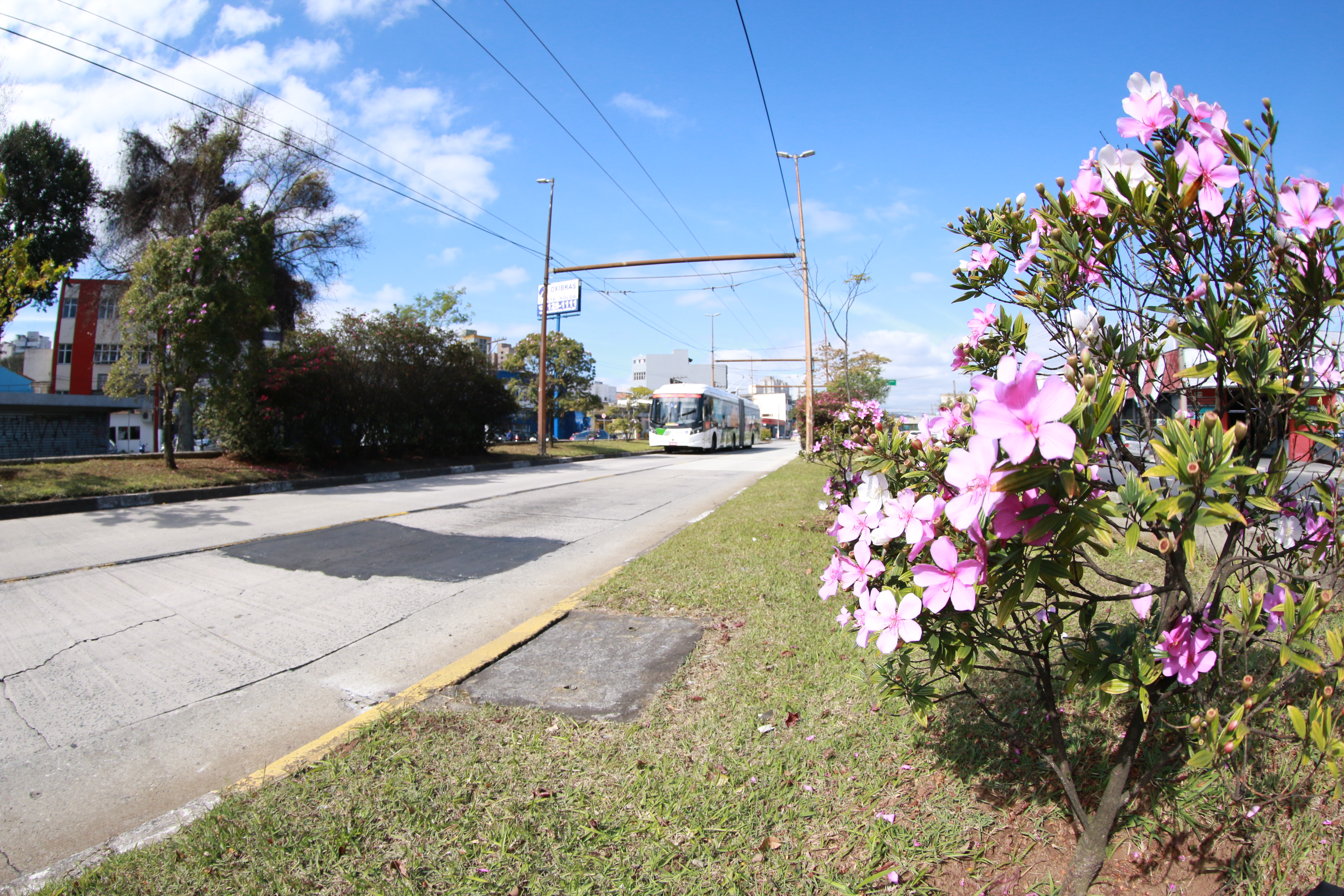
Corredor Verde Sustentável de Transporte Metropolitano

Em sintonia com a Convenção do Clima da ONU e AGENDA 2030, considerando as emergências climáticas surgiu o Corredor Verde Sustentável de Transporte Metropolitano, visando promover transporte público eficiente e com qualidade, norteado pelos princípios de sustentabilidade: sob uma perspectiva humana, com mais inclusão social, redução das desigualdades e pela mitigação dos impactos ambientais, buscando a efetividade do desenvolvimento sustentável. Hoje em todo seu percurso, o Corredor Verde conta com mais de 11 mil manacás-da-serra, árvore nativa da região, tornado menos árida a paisagem de quem usa o serviço, a Metra mostra que cada cliente é importante e tornar a viagem agradável é meta fundamental.

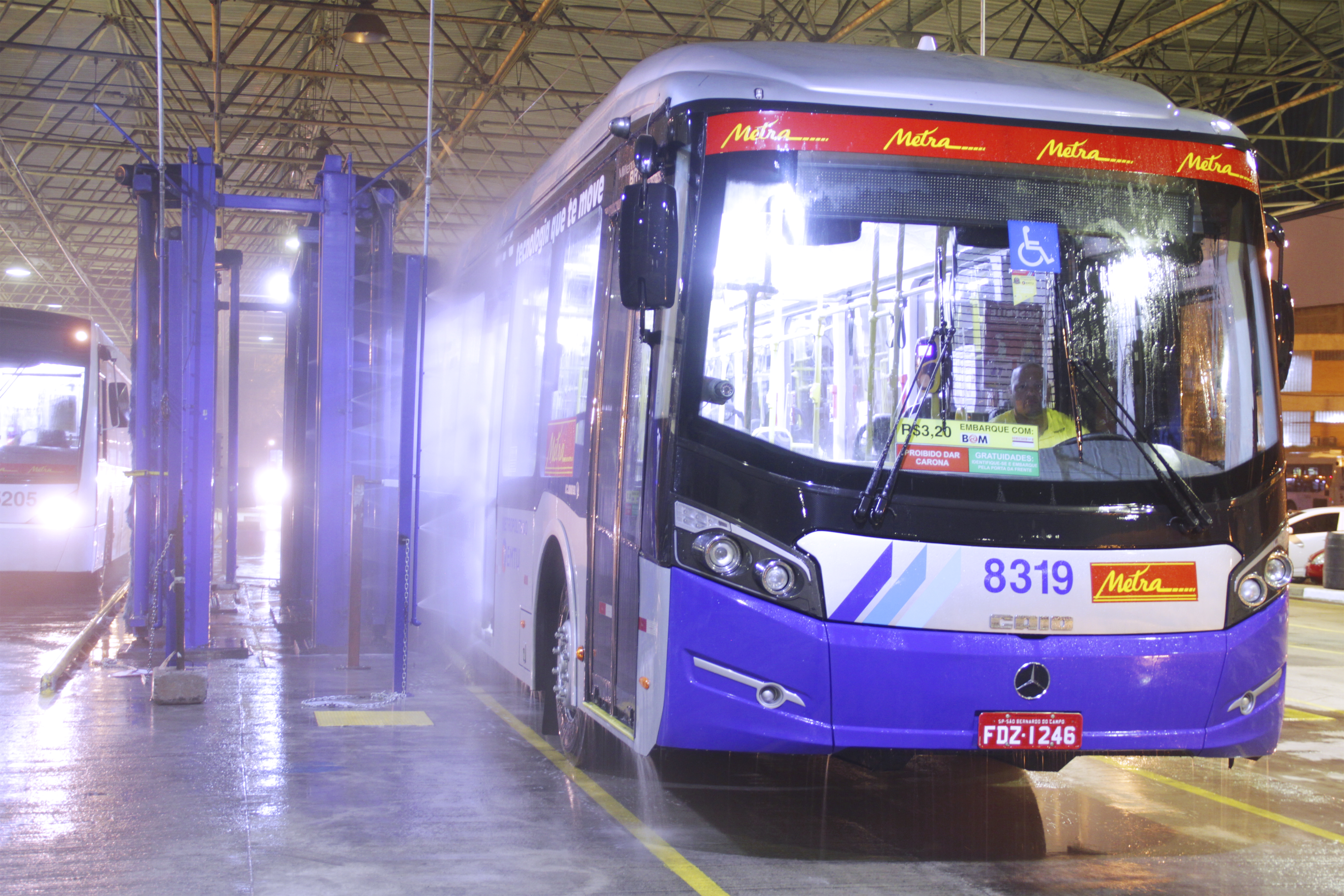
Veículo da frota sendo lavado com água de reuso

## Sustentabilidade
A Metra realiza ações voltadas a sustentabilidade que contribuem diretamente para a preservação dos recursos naturais, com as Estações de Tratamento e Reuso da Água, que são utilizadas para a lavagem da frota. São economizados cerca de 30 mil litros de água por dia, e a cada ano, a empresa tem ampliado suas ações ambientais, que vão do descarte adequado de baterias ao reuso de água, passando pela reciclagem de lâmpadas e óleo. Parte considerável dessas ações são conduzidas com o propósito de transformar vidas e dignificar pessoas:

### Reuso de água[22]

#### ETE - Estação de Tratamento de Efluente Industrial para Reuso
Partindo da preocupação com a escassez dos recursos hídricos existentes, a gestão da Metra sentiu a necessidade de criar ações visando a conservação da água por meio da reciclagem, reutilizando-a.
O projeto de Reuso de Água foi implementado em 2009. O consumo de água na empresa se dá principalmente na lavagem externa dos ônibus e na lavagem de peças. Antes dos ônibus deixarem a garagem, eles passam por higienização completa, entre elas a lavagem. Para evitar o desperdício, toda a água proveniente do processo de lavagem é tratada, com acompanhamento técnico especializado.
Inicialmente a água da lavagem passa por um processo de pré-tratamento onde são retirados os sólidos mais grosseiros em suspensão, através de utilização de grelhas e de crivos grossos; e, separado a água residual das areias, a partir da utilização de caixas de areias.
Em seguida essa água é bombeada para dentro da ETE (Estação de Tratamento de Efluente Industrial para Reuso), e fica armazenada dentro dos tanques reservatórios. Com o uso de uma bomba, a água passa por tubulações até chegar dentro do tanque reator, iniciando-se aí o processo de tratamento primário (processo físico-químico). Nesta etapa, é adicionado um produto químico para o processo de coagulação e para a correção do pH, na sequência, é adicionado outro produto químico junto com a agitação de ar comprimido no processo de Floculação e Decantação.
O processo de Floculação consiste na adição de produtos químicos que promovem a aglutinação e o agrupamento das partículas a serem removidas, tornando o peso específico das mesmas maiores que o da água, facilitando a decantação.
Desse modo, a água fica em repouso no processo de tratamento secundário, quando os efluentes fluem vagarosamente, permitindo que os sólidos em suspensão, que apresentam densidade maior do que a do líquido circundante formem sedimentos gradualmente no fundo do tanque reator.
Após esse período começa o tratamento terciário onde a água é filtrada e clorada para sua desinfecção, até chegar na caixa subterrânea que tem capacidade de armazenar até 200 mil litros de água tratada.
Após o tratamento, a água é reaproveitada tanto para a lavagem dos próprios ônibus e peças como também para a limpeza dos pátios.

### Descarte de baterias: Logística Reversa
Todas as baterias usadas provenientes dos veículos são armazenadas em local específico, para que não haja contaminação de outros materiais. Essas baterias inservíveis são enviadas de volta ao fabricante que faz o descarte desse material, o processo é chamado de Logística Reversa.

### Descarte de Lâmpadas
Respeitando a Política Nacional de Resíduos Sólidos, legislação federal nº 12.305 de 2010, que prevê que as lâmpadas devam ser descartadas de forma ambientalmente correta, todas as lâmpadas, provenientes dos ônibus, terminais e paradas são encaminhadas para uma empresa especializada efetua o descarte de cada elemento gerado.

### Óleo lubrificante: Re-refino[21]
É transformado em óleo básico de alta qualidade, que retorna ao mercado para ser utilizado em máquinas e motores. É uma prática que fecha o ciclo de vida do óleo lubrificante, já que pode ser reutilizado infinitas vezes, poupando recursos naturais e preservando o meio ambiente.

### Coleta Seletiva
O projeto contribui com a atuação de catadores de materiais reutilizáveis e recicláveis(COOPERATIVA DE CATADORES RELUZ), organizados em cooperativas de reciclagem garantindo o aumento da vida útil dos aterros sanitários e a diminuição da demanda por recursos naturais.

#### Bilhetes de papel
Os bilhetes de papel são picotados, e os papéis coletados na área administrativa da Metra e nos terminais são encaminhados para a instituição Casa de Lucas, gerando renda para comunidades carentes.

### Reciclagem[21]
- SUCATA FERROSA: decorrente das atividades de manutenção e de reformas estruturais, evitando o desperdício de recurso natural;
- PNEUS: evita o desperdício de matéria prima, o descarte em aterros sanitários e incineração;
- RESÍDUOS ELETRÔNICOS.

### Compostagem dos Resíduos Verdes[21]
Todos os resíduos verdes gerados das podas de árvores e manutenção dos jardins do corredor de trólebus e terminais, são enviados para uma entidade social (ASIITE – Associação Santo Inácio para integração de trabalho especial), que faz a compostagem para aplicar no Corredor Verde.

### Substituição de copos descartáveis por canecas e squeezes
A Metra implementou a substituição de copos descartáveis por canecas e squeezes, com essa mudança milhares de copos plásticos deixaram de ser descartados. O projeto teve início em 2011, e até hoje evitou o desperdício de aproximadamente x tantos copos descartáveis.

## Pandemia COVID-19
Em março de 2019, após o início da pandemia de Covid-19, a Metra adequou os seus serviços intensificando a limpeza nos veículos e terminais com a tecnologia de nebulização.
A Desinfecção e Sanitização de ambientes e superfícies dos veículos ocorre diariamente na garagem e nos terminais, após o desembarque dos usuários. O produto utilizado é o Max Toalette, da empresa Ecomax, devidamente registrado e notificado na ANVISA (Agência Nacional de Vigilância Sanitária), eficaz no combate ao Coronavírus.
A limpeza do ar condicionado dos ônibus é feita com ozônio, para garantir a circulação de ar limpo e livre de bactérias.
Atendendo às normas da OMS (Organização Mundial da Saúde), a empresa forneceu equipamentos de segurança, além de treinamento aos colaboradores para sua correta utilização.
Para os usuários, a Metra disponibilizou totens de álcool gel nos terminais, também instalou demarcadores nas filas de embarque, para o distanciamento seguro recomendado de 1,5m. (2)

## Qualidade

### Pesquisa de Imagem dos Transportes na Região Metropolitana de São Paulo
De acordo com o contrato de concessão entre a EMTU e a Metra, o principal item de avaliação da qualidade é o índice de satisfação dos passageiros na Pesquisa de Imagem dos Transportes na Região Metropolitana de São Paulo organizada pela Associação Nacional de Transportes Públicos desde 1985.
"...– garantir, no que lhe compete, a manutenção dos índices de aceitação do corredor obtidos nas últimas pesquisas ANTP-Gallup;— Trecho das obrigações do concessionário do Edital de concessão 020/1997 republicado no artigo de Pedro Luiz de Brito Machado para a Revista dos Transportes Públicos da ANTP,Ano 20,  1º trimestre de 1998, página 33
Como índice padrão foi adotado o último obtido pela EMTU em novembro de 1996 (91%), quatro meses antes da transferência do Corredor Metropolitano para a Metra.
| Índice de Satisfação do Corredor Metropolitano ABD na Pesquisa de Imagem dos Transportes na Região Metropolitana de São Paulo | Índice de Satisfação do Corredor Metropolitano ABD na Pesquisa de Imagem dos Transportes na Região Metropolitana de São Paulo | Índice de Satisfação do Corredor Metropolitano ABD na Pesquisa de Imagem dos Transportes na Região Metropolitana de São Paulo | Índice de Satisfação do Corredor Metropolitano ABD na Pesquisa de Imagem dos Transportes na Região Metropolitana de São Paulo | Índice de Satisfação do Corredor Metropolitano ABD na Pesquisa de Imagem dos Transportes na Região Metropolitana de São Paulo | Índice de Satisfação do Corredor Metropolitano ABD na Pesquisa de Imagem dos Transportes na Região Metropolitana de São Paulo | Índice de Satisfação do Corredor Metropolitano ABD na Pesquisa de Imagem dos Transportes na Região Metropolitana de São Paulo | Índice de Satisfação do Corredor Metropolitano ABD na Pesquisa de Imagem dos Transportes na Região Metropolitana de São Paulo | Índice de Satisfação do Corredor Metropolitano ABD na Pesquisa de Imagem dos Transportes na Região Metropolitana de São Paulo | Índice de Satisfação do Corredor Metropolitano ABD na Pesquisa de Imagem dos Transportes na Região Metropolitana de São Paulo | Índice de Satisfação do Corredor Metropolitano ABD na Pesquisa de Imagem dos Transportes na Região Metropolitana de São Paulo | Índice de Satisfação do Corredor Metropolitano ABD na Pesquisa de Imagem dos Transportes na Região Metropolitana de São Paulo | Índice de Satisfação do Corredor Metropolitano ABD na Pesquisa de Imagem dos Transportes na Região Metropolitana de São Paulo | Índice de Satisfação do Corredor Metropolitano ABD na Pesquisa de Imagem dos Transportes na Região Metropolitana de São Paulo | Índice de Satisfação do Corredor Metropolitano ABD na Pesquisa de Imagem dos Transportes na Região Metropolitana de São Paulo | Índice de Satisfação do Corredor Metropolitano ABD na Pesquisa de Imagem dos Transportes na Região Metropolitana de São Paulo |
| Ano | 1999 | 2000 | 2001 | 2002 | 2003 | 2004 | 2005 | 2006 | 2007 | 2008 | 2009 | 2010 | 2011 | 2012 | 2014 |
| Índice exigido pela EMTU em contrato (0 a 100%)                                                                               | 91 | 91 | 91 | 91 | 91 | 91 | 91 | 91 | 91 | 91 | 91 | 91 | 91 | 91 | 91 |
| --- | --- | --- | --- | --- | --- | --- | --- | --- | --- | --- | --- | --- | --- | --- | --- |
| Índices obtidos pela Metra (0 a 100%)                                                                                         | 90 | 88 | 82 | 90 | 82 | 84 | 88 | 80 | 66 | 79 | 72 | 70 | 79 | 67 | 75 |
| Fontes:Associação Nacional de Transportes Públicos 1999-2011 e 2012 e 2014                                                    | | | | | | | | | | | | | | | |

### Índice de Qualidade do Transporte (IQT)
A EMTU criou em 2004 o Índice de Qualidade do Transporte (IQT) com o objetivo de avaliar a qualidade de todas as empresas/consórcios fiscalizadas por ela nas Regiões Metropolitana de São Paulo, Campinas e Baixada Santista. O IQT varia de zero a dez e combina diferentes índices através da seguinte fórmula:
{\displaystyle IQT:0,30IQO+0,25IQF+0,15IQE+0,30IQC}
Onde:
- IQT: Índice de Qualidade do Transporte
- IQO: Índice de Qualidade da Operação
- IQF: Índice de Qualidade da Frota
- IQE: Índice de Qualidade Econômica-financeira
- IQC: Índice de Qualidade da Satisfação do Cliente

A Metra recebeu as seguintes notas de IQT:
| Índice de Qualidade do Transporte da Metra auferido pela EMTU | Índice de Qualidade do Transporte da Metra auferido pela EMTU | Índice de Qualidade do Transporte da Metra auferido pela EMTU | Índice de Qualidade do Transporte da Metra auferido pela EMTU | Índice de Qualidade do Transporte da Metra auferido pela EMTU | Índice de Qualidade do Transporte da Metra auferido pela EMTU |
| Ano                                                           | Índice                                                        | Ano                                                           | Índice                                                        |                                                               |                                                               |
| ------------------------------------------------------------- | ------------------------------------------------------------- | ------------------------------------------------------------- | ------------------------------------------------------------- | ------------------------------------------------------------- | ------------------------------------------------------------- |
| 2004                                                          | 7,32                                                          | 2013                                                          | 7,81                                                          |                                                               |                                                               |
| 2005                                                          | 6,54                                                          | 2014                                                          | 7,80                                                          |                                                               |                                                               |
| 2006                                                          | 5,71                                                          | 2015                                                          | 7,87                                                          |                                                               |                                                               |
| 2007                                                          | 5,13                                                          | 2016                                                          | 7,82                                                          |                                                               |                                                               |
| 2008                                                          | 7,04                                                          | 2017                                                          | Não divulgado                                                 |                                                               |                                                               |
| 2009                                                          | 7,99                                                          | 2018                                                          | Não divulgado                                                 |                                                               |                                                               |
| 2010                                                          | 7,96                                                          | 2019                                                          | Não divulgado                                                 |                                                               |                                                               |
| 2011                                                          | 7,56                                                          | 2020                                                          | Não divulgado                                                 |                                                               |                                                               |
| 2012                                                          | 7,84                                                          | Média (2004-2016)                                             | 7,26                                                          |                                                               |                                                               |
| Fontes: EMTU 2004-2010 e 2011-2016                            |                                                               |                                                               |                                                               |                                                               |                                                               |

Apesar dos investimentos realizados, a Metra jamais conseguiu atingir uma nota igual ou superior a 8 no IQT entre 2004 e 2016, embora outras empresas tenham atingido essa nota (nove empresas em 2004, uma em 2005 e três em 2006).

## Frota
Antes da concessão do Corredor Metropolitano, a frota de veículos existentes era formada por 189 veículos sendo 46 elétricos e 143 a diesel. De acordo com a EMTU, a concessionária Metra possui atualmente uma frota de 90 veículos. Pelas clausulas do contrato de concessão, a frota diesel deve ter idade média de 10 anos e a frota elétrica/trólebus idade média de 30 anos. 
"...

– não exceder a idade máxima de 10 anos para os veículos iniciais movidos a tração não elétrica;
– não exceder a idade máxima de 30 anos para os trolebus; 
..."
— Trecho das obrigações do concessionário do Edital de concessão 020/1997 republicado no artigo de Pedro Luiz de Brito Machado para a Revista dos Transportes Públicos da ANTP,Ano 20,  1º trimestre de 1998, página 32
Apesar de cumprir a clausula referente a frota elétrica, apenas 22 dos 65 veículos da frota diesel possuem até 10 anos de fabricação, com os veículos mais antigos alcançando 13 anos de fabricação. Em novembro de 2021 toda a frota da Metra foi incorporada pela nova concessionária Next Mobilidade.
| Quantidade | Tipo     | Idade média exigida pelo contrato de concessão | Idade média atual auferida pela EMTU (out 2021) | Idade máxima exigida por veículo pelo contrato de concessão | Porcentagem da frota que atende a idade máxima de fabricação |
| ---------- | -------- | ---------------------------------------------- | ----------------------------------------------- | ----------------------------------------------------------- | ------------------------------------------------------------ |
| 65         | diesel   | 10 anos                                        | 11,4 anos                                       | 10 anos                                                     | 34%                                                          |
| 25         | elétrica | 30 anos                                        | 13,9 anos                                       | 30 anos                                                     | 100%                                                         |